# Blue Christmas
Blue Christmas – bożonarodzeniowa piosenka napisana przez Billy’ego Hayesa i Jaya W. Johnsona. Pierwotnie utwór nagrany został przez Doye O’Dell w 1948.

## Tekst
Jest to opowieść o wielkiej miłości w czasie świąt Bożego Narodzenia i jest jedną z najbardziej znanych piosenek w amerykańskiej muzyce bożonarodzeniowej oraz country.

## Wersje innych wykonawców
Najbardziej rozsławił ją Elvis Presley w swoim albumie z 1957 Elvis’ Christmas Album. Amerykański zespół rockowy The Beach Boys nagrał swoją wersję utworu z udziałem Briana Wilsona jako głównym wokalistą grupy, którą wydano na singlu 16 listopada 1964.
Utwór nagrany został m.in. przez:
Źródło

- Chet Atkins
- Frankie Avalon
- Bobby Vee
- The Platters
- Jim Reeves
- Johnny Cash
- Paul and Paula
- Brenda Lee
- The Ventures
- Dean Martin
- Booker T. and the M.G.’s
- Willie Nelson
- Shakin’ Stevens
- Andy Williams
- Fats Domino
- Sheryl Crow
- Joe Perry
- Céline Dion
- Ringo Starr
- Jon Bon Jovi
- Chris Isaak
- Billy Idol
- Andrea Bocelli
- Michael Bublé
- Paul Anka
- Richard Marx
- Rod Stewart

## Nawiązania do utworu
- W 1974 piosenka została wykorzystana w amerykańskiej telewizji podczas specjalnym bożonarodzeniowego programu dla dzieci The Year Without a Santa Claus[3].
- W 2009 wersja Elvisa Presleya została użyta w reklamie telewizyjnej amerykańskiego operatora telefonii komórkowej Verizon Wireless[4].